# أمين ظاهر
أمين ظاهر (بالإنجليزية: Amin Zahir)‏ هو مبارز بالسيف بريطاني، ولد في 17 سبتمبر 1970 في تشيلمسفورد في المملكة المتحدة.

## وصلات خارجية
- أمين ظاهر على موقع أوليمبيديا (الإنجليزية)